# 脏话罐

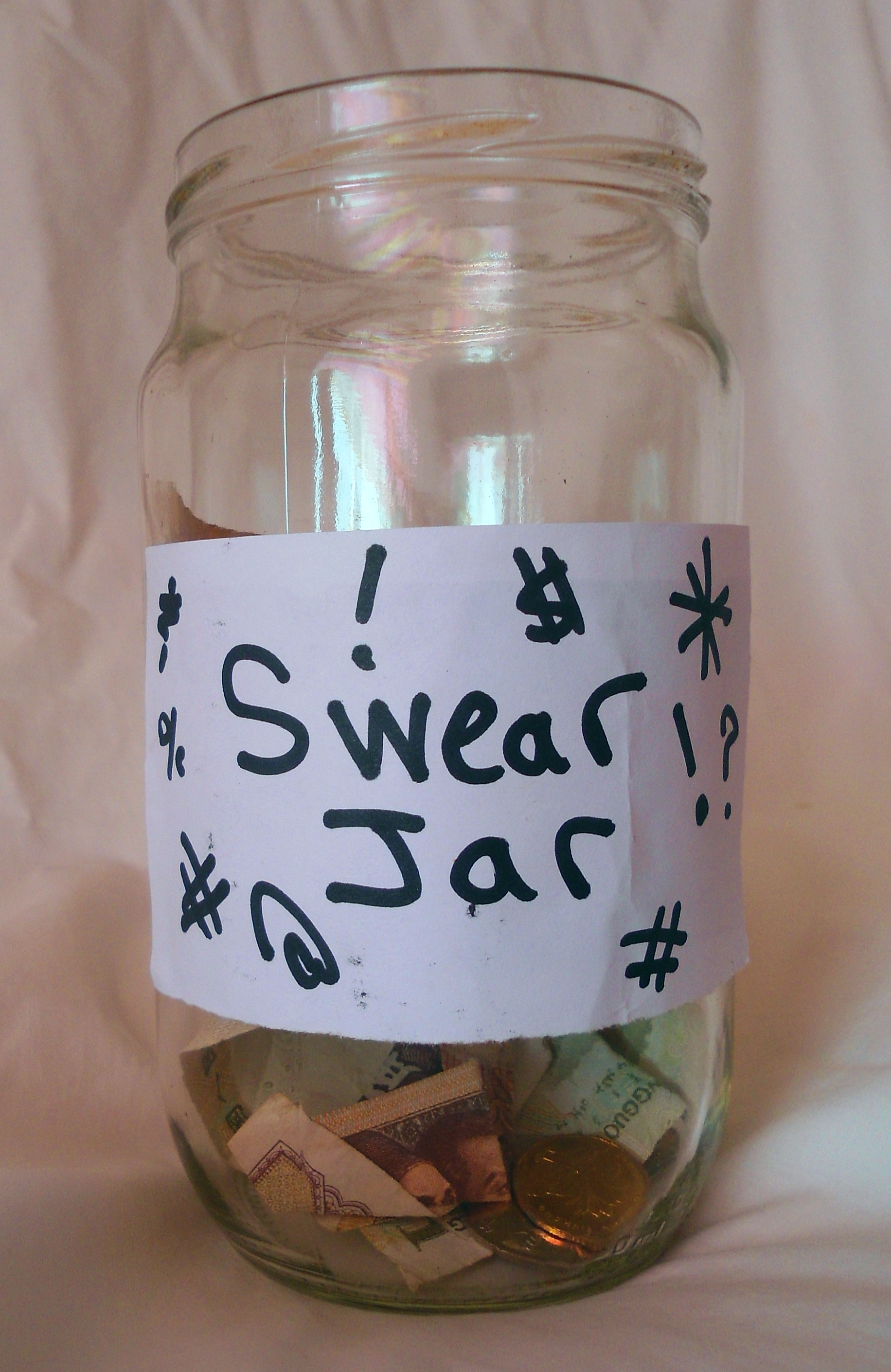
中国的一个脏话罐，装有人民币

脏话罐（swear jar），是一种避免人们讲髒話的物品。每次有人讲脏话时，旁人便会要求讲脏话者在罐中放一些钱当作罰金。脏话罐可以是玻璃、瓷器或金属制成的，也可以带有一个有窄缝的盖子。罐中积累的钱可以用于事先约定的用途，也可以捐给慈善组织。
脏话罐的概念大约起源于19世纪90年代，当时名为“swear box”，在20世纪10年代开始流行起来。“swear jar”这一词语大约出现于20世纪80年代的美国，在英国没有记载；1988年美国电影《大搬家》中就有人提到过“swear jar”。在20世纪80年代，脏话罐的概念便已非常流行。